# Martin Atkinson
Martin Atkinson (født 31. marts 1971) er en engelsk fodbolddommer fra Leeds. Han har dømt internationalt under det internationale fodboldforbund FIFA siden 2006, hvor han er placeret i den europæiske dommergruppe som Elite Category-dommer.

## Kampe med danske hold
- Den 16. august 2011: Kvalifikation til Champions League: FC København – FC Viktoria Plzeň 1-3.
- Den 5. november 2013: Champions League gruppekamp: FC København – Galatasaray SK